# Nigramma rubripictalis
Nigramma rubripictalis là một loài bướm đêm trong họ Noctuidae.